# 존 하우스먼

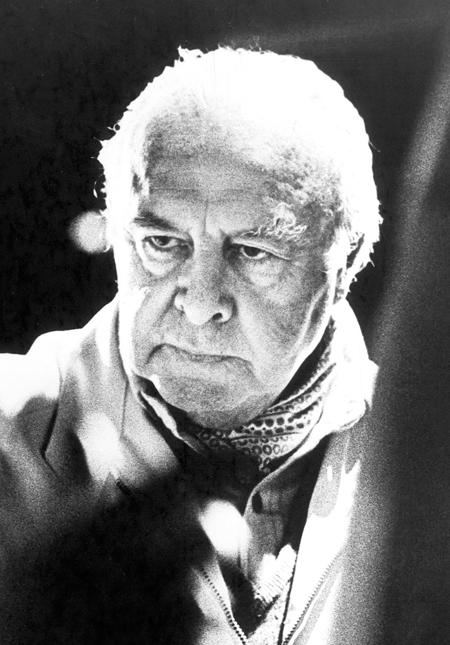

존 하우스먼(John Houseman, 1902년 9월 22일 ~ 1988년 10월 31일)는 영국의 영화 제작자, 영화 감독, 각본가, 음악 교육자, 대학 교수, 배우이다. 부쿠레슈티에서 태어났으며 말리부에서 사망하였다. 사인은 암이다.

## 출연 작품
- 또다른 여인 (1988년) - 마리온의 아빠 역
- 스크루지 (1988년) - 존 하우스먼 역 (특별출연)
- 재회의 거리 (1988년)
- 노블 하우스 (1988년)
- 전쟁의 폭풍 (1983년) - 제스트로우 교수 역
- 고스트 스토리 (1981년) - 시어스 제임스 역
- 성숙의 조건 (1980, My Bodyguard)
- 나일강의 기적 (1980년)
- 안개 (1980년) - 미스터 마첸 역
- 기디언의 트럼펫 (1980년)
- 어떤 유혹 (1980년)
- 카사블랑카의 살인 (1978년)
- 우리 마을 (1977년)
- 세인트 아이브스 (1976년)
- 롤러볼 (1975년) - 바솔로모 역
- 콘돌 (1975년)
- 하버드 대학의 공부벌레들 (1973년) - 찰스 W. 킹필드 주니어 역
- 디스 프로퍼티 이즈 컴덤드 (1966년)
- 세븐 데이스 인 메이 (1964년)
- 올 폴 다운 (1962년)
- 열정의 랩소디 (1956년)
- 문프릿 (1955년)
- 이그젝티브 쉬트 (1954년)
- 줄리어스 시저 (1953년)
- 어둠 속에서 (1952년)
- 배드 앤 뷰티 (1952년)
- 그들은 밤에 산다 (1949년)
- 미지의 여인에게서 온 편지 (1948년)
- 블루 달리아 (1946년)
- 언씬 (1945년)
- 제인 에어 (1944년)
- 투 머치 존슨 (1938년)

### 텔레비전
- 아빠는 멋쟁이 (1982년)